# Saint-Laurent-sur-Saône
Saint-Laurent-sur-Saône è un comune francese di 1 757 abitanti situato nel dipartimento dell'Ain della regione dell'Alvernia-Rodano-Alpi.

## Società

### Evoluzione demografica
Abitanti censiti